# Wutthipong Kerdkul
Wutthipong Kerdkul (thailändisch วุฒิพงษ์ เกิดกุล, * 14. März 1987 in Surat Thani) ist ein thailändischer Fußballspieler.

## Karriere
Wutthipong Kerdkul erlernte das Fußballspielen in der Jugendmannschaft des Surat Thani FC. Hier stand er bis 2009 unter Vertrag. Der Verein aus Surat Thani spielte in der zweiten thailändischen Liga, der Thai Premier League Division 1. Am Ende der Saison stieg er mit dem Verein in die dritte Liga ab. Nach dem Abstieg verließ er Surat Thani und schloss sich Anfang 2009 dem Zweitligisten Rattana Bundit FC aus Bangkok an. Am Ende der Saison wurde er mit 27 Toren Torschützenkönig der Liga. Nach einer Saison wechselte er Anfang 2010 zu Bangkok Glass. Der Verein spielte in der ersten Liga, der Thai Premier League. Nach Vertragsunterzeichnung wurde er die Saison 2010 an den Ligakonkurrenten Bangkok United ausgeliehen. Mit dem Verein stieg er am Ende der Saison in die zweite Liga ab. Die Saison 2011 spielte er ebenfalls auf Leihbasis in der dritten Liga beim Hat Yai FC in Hat Yai. Nach Vertragsende bei BG ging er die Hinserie 2012 zum Erstligisten Osotspa-Saraburi FC. Die Rückserie stand der wieder bei seinem ehemaligen Verein Hat Yai FC auf dem Spielfeld. Grakcu Sai Mai United FC, ein Drittligist aus Bangkok, nahm ihn die Saison 2013 unter Vertrag. Von 2014 bis 2015 spielte er beim ebenfalls in der dritten Liga spielenden Pattani FC in Pattani. Seit 2016 steht er beim Drittligisten Trang FC in Trang unter Vertrag.

## Auszeichnungen
Thai Premier League Division 1
- Torschützenkönig: 2009